# Portada/efemèride abril 22
Käthe Kollwitz
« 21 d'abril · 22 d'abril · 23 d'abril »